# Vierherr
Vierherr ist eine Bezeichnung für ein Mitglied einer historischen Behörde, die das Vierherrenamt ausübte und gewöhnlich aus vier Personen bestand. Die Vierherren befassten sich im Allgemeinen mit geringeren Vergehen der Untertanen oder mit Teilen der Verwaltung. Die Vierherren wurden normalerweise für ein Jahr gewählt. In Ausnahmefällen wurde die Amtszeit verlängert. In Sachsen wurden vor längerer Zeit jährlich zwölf Vierherren gewählt.